# Hyposmocoma nephelodes
Hyposmocoma nephelodes là một loài bướm đêm thuộc họ Cosmopterigidae. Nó là loài đặc hữu của Oahu và có thể Maui. Loài địa phương ở núi Waianae.